# 미얀마-방글라데시 관계
미얀마-방글라데시 관계는 이웃 국가인 미얀마와 방글라데시 간의 양자 관계를 의미한다. 미얀마 군사 정권 하에서 두 나라의 관계는 전반적으로 서리가 내리고 있으며, 그 결과 방글라데시에 27만 명 이상의 로힝야족 난민이 존재하게 되었다. 방글라데시의 시민 사회와 정치 계층은 미얀마의 민주화 투쟁에 대해 종종 연대를 표명해 왔다. 그러나 미얀마 라카인주에서 방글라데시로 110만 명 이상의 로힝야족 난민이 유입된 로힝야족 집단학살로 인해 양국 간의 관계는 악화되었다. 이웃 국가임에도 불구하고 이들 국가 간에는 무역이 거의 이루어지지 않고 있다.

## 역사

### 식민지 시대
불교는 고대에 벵골을 통해 미얀마에 전해졌다. 이 공동 불교 유산은 19세기 벵골에서 미얀마 (당시 버마)로 확장된 이 지역의 후기 영국 통치에 저항하는 데 도움이 되었다. 승려 우 오타마는 버마와 벵골 민족주의자들 간의 관계를 증진하는 데 중요한 역할을 했다.

### 현대 시대
1979년 5월, 미얀마 대통령 네 윈이 방글라데시를 방문했다. 5월 23일에는 양국 간의 국경 협정이 체결되었다.
깨끗하고 아름다운 나라 작전은 1991년 미얀마와 방글라데시의 국경 근처 라카인주 북부에서 따머도 (미얀마군)가 수행한 군사 작전이었다. 1991년 12월, 따머도 병사들이 국경을 넘어 방글라데시 군사 전초 기지에 실수로 발포하여 방글라데시 육군이 로힝야 연대 조직을 보복으로 지원하게 되었다. 이 전투는 버마의 전술적 실패로 끝났다.
1998년 10월 7일, 세인트마틴섬 해안에서 3명에서 5명 사이의 방글라데시 어부들이 버마 해군에 의해 사망했다. 1999년 9월 8일, 세인트마틴섬 근처에서 한 명의 방글라데시 어부가 버마 해군에 의해 총에 맞아 사망했다. 피해 어선의 선원 9명이 이 배를 버리고 목숨을 걸고 헤엄쳐 방글라데시군에 의해 구조되었다. 방글라데시 정부는 미얀마에 공식 항의 서한을 제출했다. 2000년 8월 20일, 방글라데시 경찰은 버마 국경 경비대가 세인트마틴섬 해안에서 방글라데시 어부 4명을 총으로 쏴 살해했다고 보고했다.
파즐루르 라흐만 장군에 따르면 2000년에 양국 간에 600명 이상의 목숨을 앗아가는 짧은 전쟁이 벌어졌다. 그러나 라흐만 소령은 토크쇼에서 국경 충돌을 거짓으로 과장했기 때문에 "이 정보에는 진실이 없다"고 말했다.